# Teletraan I
Teletraan I es el nombre del computador de los Autobots a bordo del Arca.

## Transformers: Generación 1
Teletraan I es la supercomputadora que se encuentra en el interior de la nave de los autobots, el Arca. Sirve como un centro de diagnóstico principal, un centro de control, y como un sistema de vigilancia a través de su control del satélite espía-cielo, así como una gigantesca base de datos de los Autobots.
Millones de años después de estrellarse a la tierra, Teletraan I se reactiva después de que el volcán que el Arca se había estrellado, entra en erupción menor. La erupción también desencadena uno de los protocolos Teletraan I, buscar y reparar, que envía el satélite espía-cielo para escanear imágenes holográficas de los vehículos de tierra para la parte de reparar del protocolo, integrando las nuevas formas de vehículos dentro del sistema de los transformers a medida que se reparan. Después que el primer Decepticon (Skywarp) es revivido, él inmediatamente restaura a Megatron, quién luego ordena al resto de los Decepticons a seguirlo. Los Decepticons encuentran la forma de salir del Arca, y Starscream dispara y hace explotar al volcán, causando una avalancha de rocas que vuelve a cerrar la salida, dejando atrapados a los autobots dentro. La explosión hace caer a Optimus Prime dentro de la línea de reparación de equipamiento de Teletraan I,el cual resulta en su renacimiento como un camión de carga azul con rojo. Después de ser restaurado, empieza a revivir a sus demás compañeros, los otros guerreros autobots.
A lo largo de la serie, se produce cierto Cómico de repetición, que no importa cuan mal dañado, no importa que tan horrible es la destrucción a Teletraan I, Teletraan I siempre es reparado posteriormente sin mucho aviso y siempre está al orden de trabajo perfecto.
Teletraan II fue el reemplazo de Teletraan I en la tercera temporada de la primera generación, después que Teletraan I y el Arca fueran destruidas por Trypticon.

## Transformers: Beast Wars
En esta serie, El Arca fue encontrada en la tierra por Megatron, y Teletraan I fue secuestrado por Blackarachnia, quien tiene la habilidad de descargar los códigos de acceso a su cerebro usando el disco dorado, robado por Megatron.
No es comúnmente conocido que el computador principal de la base se llama "Teletraan I" (con Numeración romana). Faltas de ortografía son más frecuente usadas que la verdadera; "Teletraan Uno" o "Teletraan-1" son los más frecuentemente encontrados.  En  Transformers: Beast Wars series final "Nemesis" Pt.2, Blackarachnia incorrectamente lo pronuncia como "Teletraan-I" a la que Rattrap rápida y severamente la corrige, «Es Teletraan!» pero Blackarachnia simplemente responde «Lo que sea!»

## Transformers La nueva generación
T-Ai es la "hija" de Teletraan I, es una holograma con la forma de una chica adolescente.

## Transformers: Animated
En la serie Remake del año 2007, Transformers Animated, Teletraan I es nuevamente el computador central del Arca, y sirve con el mismo propósito de la serie de primera generación. Con la intervención de las fuerzas de asalto de Megatron, la dañada Arca de los Autobots llega a la tierra (esta vez en Lake Erie, cerca de la ciudad de Detroit), Los Autobots a bordo voluntariamente entrar a cámaras de sueño para su propia seguridad durante el aterrizaje para poder librarse de sus huéspedes, sólo para despertar medio siglo después
Luego, los Autobots usan el satélite espía-cielo de Teletraan I para escanear vehículos locales como plantillas para sus modos de vehículos en la tierra. Esta versión de Teletraan tiene una voz femenina, doblada por Tara Strong para la versión en inglés. Luego en el final de la segunda temporada de la serie A Bridge Too Close, es revelado que Teletraan I es simplemente un sistema que reemplaza a Omega Supreme (que estaba fuera de servicio) y simplemente controla la nave en lugar de Omega Supreme.